# Atletica leggera ai Giochi della XXIX Olimpiade - Staffetta 4×400 metri femminile

Video della Finale

La staffetta 4×400 metri ha fatto parte del programma di atletica leggera femminile ai Giochi della XXIX Olimpiade. La competizione si è svolta nei giorni 22 e 23 agosto 2008 allo Stadio Nazionale di Pechino.

## Presenze ed assenze delle campionesse in carica
| Competizione      | Atleta      | Prestazione | Pechino 2008 |
| ----------------- | ----------- | ----------- | ------------ |
| Olimpiadi 2004    | Stati Uniti | 3'19”01     | Presenti     |
| Commonwealth 2006 | Australia   | 3'28”66     | Non qual.    |
| Europei 2006      | Russia      | 3'25"12     | Presente     |
| Asiatici 2006     | India       | 3'32”95     | Presente     |
| Panamericani 2007 | Cuba        | 3'27”51     | Presente     |
| Africani 2007     | Nigeria     | 3'29”74     | Presente     |
| Mondiali 2007     | Stati Uniti | 3'18”55     | Presenti     |

## Risultati

### Finale
| Record mondiale e olimpico | Tatyana Ledovskaya, Olga Nazarova, Mariya Pinigina, Olga Bryzgina | 3'15”17 | Seul | 1º ottobre 1988 |

A vincere fu, per la quarta volta consecutiva, la squadra statunitense che fermò il tempo a 3'18"54, miglior prestazione mondiale stagionale, con l'ultima frazionista Sanya Richards riuscì a sopravanzare Anastasija Kapačinskaja soltanto nei 30 metri finali, staccandola per meno di trenta centesimi. La staffetta giamaicana terza classificata giunse al traguardo con due secondi di distacco.
Il 31 agosto 2016 la squadra russa venne squalificata in seguito alla positività ad uno steroide anabolizzante, sia di Tat'jana Firova che di Anastasija Kapačinskaja.
La medaglia d'argento venne quindi riassegnata alla Giamaica, mentre il 25 novembre 2016 quella di bronzo passò alla Gran Bretagna (quinta) dopo la squalifica della Bielorussia, inizialmente quarta. La staffetta bielorussa venne squalificata per la positività di Svjatlana Usovič allo stesso steroide anabolizzante rinvenuto nelle analisi delle atlete russe.
| Pos.    | Corsia | Nazione       | Atlete                                                                       | Tempo   | Note                                     |
| ------- | ------ | ------------- | ---------------------------------------------------------------------------- | ------- | ---------------------------------------- |
| Oro     | 4      | Stati Uniti   | Mary Wineberg, Allyson Felix, Monique Henderson, Sanya Richards              | 3'18"54 | Miglior prestazione mondiale stagionale  |
| Argento | 7      | Giamaica      | Shericka Williams, Shereefa Lloyd, Rosemarie Whyte, Novlene Williams         | 3'20"40 | Miglior prestazione personale stagionale |
| Bronzo  | 9      | Gran Bretagna | Christine Ohuruogu, Kelly Sotherton, Marilyn Okoro, Nicola Sanders           | 3'22"68 | Miglior prestazione personale stagionale |
| 4       | 6      | Cuba          | Roxana Díaz, Zulia Calatayud, Susana A. Clement, Indira Terrero              | 3'23"21 | Record nazionale                         |
| 5       | 2      | Nigeria       | Joy Eze, Folasade Abugan, Olouma Nwoke, Muizat Ajoke Odumosu                 | 3'23"74 | Miglior prestazione personale stagionale |
| 6       | 3      | Germania      | Jonna Tilgner, Sorina Nwachukwu, Florence Ekpo-Umoh, Claudia Hoffmann        | 3'28"45 |                                          |
| Squal.  | 5      | Russia        | Julija Guščina, Ljudmila Litvinova, Tat'jana Firova, Anastasija Kapačinskaja | [ 2 ]   |                                          |
| Squal.  | 8      | Bielorussia   | Anna Kosak, Irina Chljustava, Ilona Usovič, Svjatlana Usovič                 | [ 3 ]   |                                          |